# Melleville
Melleville település Franciaországban, Seine-Maritime megyében. Lakosainak száma 261 fő (2022. január 1.). Melleville Grandcourt, Guerville, Le Mesnil-Réaume, Millebosc, Monchy-sur-Eu és Villy-sur-Yères községekkel határos.

## Népesség
A település népességének változása:
| Lakosok száma | 264  | 264  | 272  | 264  | 264  | 266  | 264  | 263  | 261  |
|               | 2013 | 2015 | 2016 | 2017 | 2018 | 2019 | 2020 | 2021 | 2022 |